# Microplitis daitojimensis
Microplitis daitojimensis är en stekelart som beskrevs av Jinhaku Sonan 1940. Microplitis daitojimensis ingår i släktet Microplitis och familjen bracksteklar. Inga underarter finns listade i Catalogue of Life.